# ユニバーページ
「ユニバーページ」は、三森すずこの楽曲。渡辺翔が作詞・作曲を手掛けた。3枚目のシングルとして2013年10月23日にポニーキャニオンから発売された。

## 音楽性
本曲は、テレビアニメ『アウトブレイク・カンパニー』のオープニングテーマに起用された。タイトルは渡辺が「ユニバース」と「ページ」を掛け合わせて付けた造語による。
中世ヨーロッパをイメージした荘厳な曲で、原作を読んだうえで渡辺が書き上げた。そのためイントロに聖歌隊を思わせるコーラスが導入されていたり、古風な楽器が使用されているなどファンタジー的な内容に仕上がっている。世界観は前作までの恋愛一辺倒なものではなく本に対する想いも含まれている。なおレコーディングに際し三森は世界観を固めるために原作を熟読したうえで臨んだという。
PVは、プロローグとエピローグの間に曲を挟み、演奏時間も約9分ある長大な内容に仕上がっている。そのため撮影は長丁場になり、三森自身の帰宅も深夜3時を過ぎるハードなスケージュールであったという。三森が童話の世界に入る設定になっており、三森が姫・魔法使い・妖精と自身を含めた一人四役を演じている。PV撮影場所は、大理石村ロックハート城。

## シングルリリース
2013年10月23日にポニーキャニオンから発売された。三森のシングルとしては前作『約束してよ?一緒だよ!』から3か月ぶりのリリースとなる。
初回限定盤（PCCG-1371）と通常盤（PCCG-70195）の2種リリースで、初回限定盤には本曲のPV・オフショット・メイキングを収録したDVDに加え、著：平松正樹、イラスト：エイチによるミニライトノベル『Jingle Love Story 第3楽章』が封入されている。通常盤のジャケットはミュセルのイラストが描かれている。
2曲目「私...見守ってるよ!」は、前作までの世界観を踏襲したラブソングで、今回は秋を彷彿とさせる遠距離恋愛をテーマとした爽やかでシンフォニックな内容に仕上がっている。

## シングル収録内容
| #         | タイトル                             | 作詞      | 作曲      | 編曲      | 時間  |
| --------- | ------------------------------------ | --------- | --------- | --------- | ----- |
| 1.        | 「ユニバーページ」                   | 渡辺翔    | 渡辺翔    | 増田武史  | 3:53  |
| 2.        | 「私...見守ってるよ!」               | 畑亜貴    | しほり    | 森慎太郎  | 3:49  |
| 3.        | 「ユニバーページ」(Instrumental)     |           |           |           | 3:53  |
| 4.        | 「私...見守ってるよ!」(Instrumental) |           |           |           | 3:47  |
| 合計時間: | 合計時間:                            | 合計時間: | 合計時間: | 合計時間: | 15:22 |

| #  | タイトル                                        | 作詞 | 作曲・編曲 |
| -- | ----------------------------------------------- | ---- | ---------- |
| 1. | 「ユニバーページ」(Music Video)                 |      |            |
| 2. | 「ユニバーページ」(Music Video Dance shot ver.) |      |            |
| 3. | 「off shot」                                    |      |            |
| 4. | 「Making of Music Video」                       |      |            |

## チャート
| チャート（2013年）                     | 最高位 |
| -------------------------------------- | ------ |
| オリコン週間                           | 5      |
| オリコン月間                           | 39     |
| Billboard JAPAN HOT 100                | 28     |
| Billboard JAPAN Hot Singles Sales      | 5      |
| Billboard JAPAN Hot Animation          | 2      |
| サウンドスキャンジャパン（初回限定盤） | 10     |